# Охотницкий, Людвиг Антонович
Людвиг Антонович Охотницкий (25 августа 1866 — 3 октября 1922) — секретарь земельного банка, депутат Государственной думы III созыва от Виленской губернии.

## Биография
Польский дворянин из рода Охотницких. Выпускник юридического факультета Петербургского университета. Служил секретарём Виленского земельного банка. Избран гласным Виленской городской думы. Владел недвижимостью в Вильно, оцененной в 3 тысячи 400 рублей. Во время выборов в Государственную Думу был беспартийным.
9 июня 1911 избран в Государственную думу III созыва от общего состава выборщиков Виленского губернского избирательного собрания на место избран на место умершего 20 февраля  того же года Юзефа Монтвилла.  Вошёл в состав Группы Западных окраин. Состоял членом думской комиссии по городским делам.
Детали дальнейшей судьбы неизвестны.
Скончался 3 октября 1922 года в Вильно.

## Семья
К июню 1911 год был вдовцом. 

### Архивы
- Российский государственный исторический архив. Фонд 1278. Опись 9. Дело 584.